# Veliki Otok (Légrád)
Veliki Otok falu Horvátországban Kapronca-Kőrös megyében. Közigazgatásilag Légrádhoz tartozik.

## Fekvése
Légrádtól 4 km-re délnyugatra a Drávamenti-síkságon  fekszik.

## Története
1857-ben 414, 1910-ben 567 lakosa volt. A trianoni békeszerződésig Varasd vármegye Ludbregi járásához tartozott. 2001-ben 333 lakosa volt.

## Külső hivatkozások
- Légrád blogja